# Camisia grymae
Camisia grymae är en kvalsterart som beskrevs av Matthew J. Colloff 1993. Camisia grymae ingår i släktet Camisia och familjen Camisiidae. Inga underarter finns listade.